# Håndbold under sommer-OL 2004
Håndbold under sommer-OL 2004 afholdtes i Athen fra 14. august til 29. august 2004. Der deltog tolv herrehold og ti kvindehold. Herrernes turnering blev vundet af Kroatien, mens kvindenes turnering blev vundet af Danmark.

## Placeringer

### Mænd
| Plads  | Hold       |
| ------ | ---------- |
| Guld   | Kroatien   |
| Sølv   | Tyskland   |
| Bronze | Rusland    |
| 4.     | Ungarn     |
| 5.     | Frankrig   |
| 6.     | Grækenland |
| 7.     | Spanien    |
| 8.     | Sydkorea   |
| 9.     | Island     |
| 10.    | Brasilien  |
| 11.    | Slovenien  |
| 12.    | Egypten    |

### Kvinder
| Plads  | Hold       |
| ------ | ---------- |
| Guld   | Danmark    |
| Sølv   | Sydkorea   |
| Bronze | Ukraine    |
| 4.     | Frankrig   |
| 5.     | Ungarn     |
| 6.     | Spanien    |
| 7.     | Brasilien  |
| 8.     | Kina       |
| 9.     | Angola     |
| 10.    | Grækenland |